# Paulo Magalhães
Paulo Cézar Magalhães Lobos (* 14. Dezember 1989 in Porto Alegre) ist ein brasilianisch-chilenischer Fußballspieler. Der rechte Außenverteidiger bestritt sechs Länderspiele für die chilenische Fußballnationalmannschaft und gewann auf Vereinsebene vier Meisterschaften. Mit Universidad de Chile gewann er zudem die Copa Sudamericana 2011.

## Karriere

### Verein
Paulo Magalhães wurde als Sohn des brasilianischen Profifußballspielers Osmar Magalhães und einer chilenischen Mutter geboren. Er spielte im Jugendsystem von Deportes Antofagasta, in dem er unter anderem in der U17-Mannschaft von Profi Mauricio Donoso trainiert wurde. Im Jahr 2006 kam Magalhães ins Profiteam und debütierte unter Fernando Díaz. Nach Stationen beim FC Locarno in der Schweiz, bei der er ohne Einsatz blieb, und beim CD Cobreloa wechselte er zu Rekordmeister CSD Colo-Colo, wo er seine erste Meisterschaft in der Clausura 2009 als Stammspieler auf der rechten Abwehrseite gewann. Mitte 2011 wurde er auf ausdrücklichen Wunsch von Trainer Jorge Sampaoli von Universidad de Chile verpflichtet. In seiner Zeit bei La U gewann er drei Meisterschaften und war Teil der Meistermannschaft der Copa Sudamericana 2011, der der erste Titelgewinn eines chilenischen Klubs in diesem Wettbewerb gelang.
Im Dezember 2015 wurde Magalhães bei SC Internacional aus Porto Alegre vorgestellt. Im Mai 2016 gewann er seinen ersten und einzigen Titel mit dem Verein, als er in der 80. Minute bei der Staatsmeisterschaft von Rio Grande do Sul beim Sieg gegen Juventude eingewechselt wurde. Aufgrund seiner wenigen Einsätze wurde er jedoch vom Trainer nicht mehr berücksichtigt, was zu seinem Wechsel führte. Im August 2016 wechselte er auf Leihbasis zum Criciúma EC, wo er elf Spiele absolvierte und einige Vorlagen gab. Trotz einer soliden Leistung fühlte er sich unzufrieden und entschied sich, nach Chile zurückzukehren. Im Januar 2017 wurde er erneut bei Deportes Antofagasta vorgestellt, wo er zu einem unbestrittenen Stammspieler wurde und schließlich die Kapitänsrolle übernahm. Nach einer weiteren Station beim CD O’Higgins kehrte er erneut nach Antofagasta zurück. Für die Saison 2023 unterschrieb er einen Einjahresvertrag bei Deportes Iquique, der nicht verlängert wurde.

### Nationalmannschaft
Magalhães kam zwischen November 2009 und Januar 2013 in sechs Freundschaftsspielen für die chilenische Fußballnationalmannschaft zum Einsatz. Zuvor hatte er bereits mit der chilenischen U20-Nationalmannschaft an der U20-Südamerikameisterschaft 2009 teilgenommen und mit der U21-Nationalmannschaft das Turnier von Toulon 2009 gewonnen.

## Erfolge
CSD Colo-Colo
- Chilenischer Meister: 2009-C

Universidad de Chile
- Chilenischer Meister: 2011-C, 2012-A, 2014/15-A
- Chilenischer Pokalsieger: 2012/13, 2015
- Chilenischer Supercup-Sieger: 2015
- Copa-Sudamericana-Sieger: 2011

Internacional
- Staatsmeister von Rio Grande do Sul: 2016